# Setter irlandés
El setter irlandés (en inglés: Irish Setter, en irlandés: Sotar Rua) es una raza de perro originaria de Irlanda, perteneciente a la familia de los setters, que primigeniamente era rojo y blanco y después pasó a ser únicamente rojo o caoba.

## Historia
Los orígenes de esta raza se remontan a Irlanda a principios del siglo XVIII, momento en el que fueron especialmente educados para encontrar la presa en la caza con escopeta. Aunque los Setter más antiguos de este país eran de color blanco y rojo, tras diversos procesos de selección surgió el Setter irlandés rojo. Durante el siglo XIX la raza empezó a adquirir popularidad por sus habilidades para cazar y en 1882 se fundó el Club del Setter Irlandés Rojo en Dublín. A partir de entonces, el número de este tipo de perros aumentó mientras que el de la variedad roja y blanca fue disminuyendo. El Setter Rojo se comenzó a exportar a EE. UU. en gran número hacia finales del siglo XIX, por lo que la raza se extendió por los diversos continentes, de manera que en la actualidad es común tanto en Europa como en América.
El setter irlandés llegó a Estados Unidos a principios del siglo XIX. Era un perro muy bien valorado ya que imponía respeto y era uno de los más utilizados para la caza.[cita requerida]
En 1874, el American Field comenzó a registrar las razas de perros de Estados Unidos en el llamado Field Dog Stud Book (FDSB). Éste es el primer registro de razas puras en el país. En aquel momento, los perros podían registrarse incluso cuando el padre y la madre eran de diferente raza, así que la raza Llewellin Setter se crio mezclando razas sanguíneas del Setter inglés y de Setters irlandeses nativos. Por aquella época, el Setter irlandés rojo se convirtió en uno de los favoritos de las exposiciones caninas.
El setter irlandés de finales del siglo XIX no era un perro rojo; el AKC registró setters irlandeses de muchos colores. Frank Forester, escritor del siglo XIX, describía el Setter irlandés así:

Los puntos del Setter irlandés son más huesuda y angulosa, y complexión robusta, una cabeza más larga, una capa menos sedosa y recta que la del setter inglés. Su color debe ser una profundidad de color naranja-rojo y blanco, una marca común es una franja de color blanco entre los ojos y un anillo blanco alrededor del cuello, medias blancas, y una ventaja blanca en la cola.

El setter preferido era el completamente rojo en los shows, así que esa fue la dirección que tomó la cría.
En la década de 1940, la revista Field and Stream escribió un hecho ya sabido: El setter irlandés estaba desapareciendo y era necesario un nuevo cruce para hacer resurgir la raza como perro de trabajo. La revista Sports Afield se sumó a esta afirmación y un criador, Ned LaGrange, de Pensilvania invirtió una suma de dinero comprando los últimos setters irlandeses de trabajo de Estados Unidos e importando perros de Europa. Con la complacencia del Field Dog Stud Book, comenzó a realizar un cruce de setters ingleses campeones rojos y blancos y creó el National Red Setter Field Trial Club para crear y mejorar la raza hacia un perro que pudiera competir en habilidad con los setters blancos, así es como comenzó el moderno Setter rojo y la controversia sobre cual tiene mejor comportamiento a la hora de trabajar.

## Descripción y comportamiento
El pelaje es moderadamente largo, sedoso y de color rojo, caoba o castaño. Requiere un cepillado frecuente para mantener su estado y mantenerlo libre de esteras. La capa interna es abundante en clima invernal y la capa superior es buena. Sus pelajes también deben tener pequeños pelos en lugares como la cola, las orejas, el pecho, las patas y el cuerpo. Los setters irlandeses varían en altura de 61 a 71 cm, los machos pesan de 29 a 34 kg y las hembras de 25 a 29 kg. Los setters irlandeses son perros de pecho profundo y cintura pequeña. La esperanza de vida de un setter irlandés suele rondar los 11 o 12 años.
La especialidad del Setter irlandés es la búsqueda de piezas en campo abierto.
Gracias a su carácter infatigable y a su resistencia cubre una gran cantidad de terreno. Además posee un gran olfato, y es capaz de detectar el rastro de una presa incluso horas después de que esta haya pasado.
Se usa sobre todo para la caza menor. Debido a que le gustan las charcas, también se usa para la caza de aves acuáticas.

## Sensibilidad al gluten

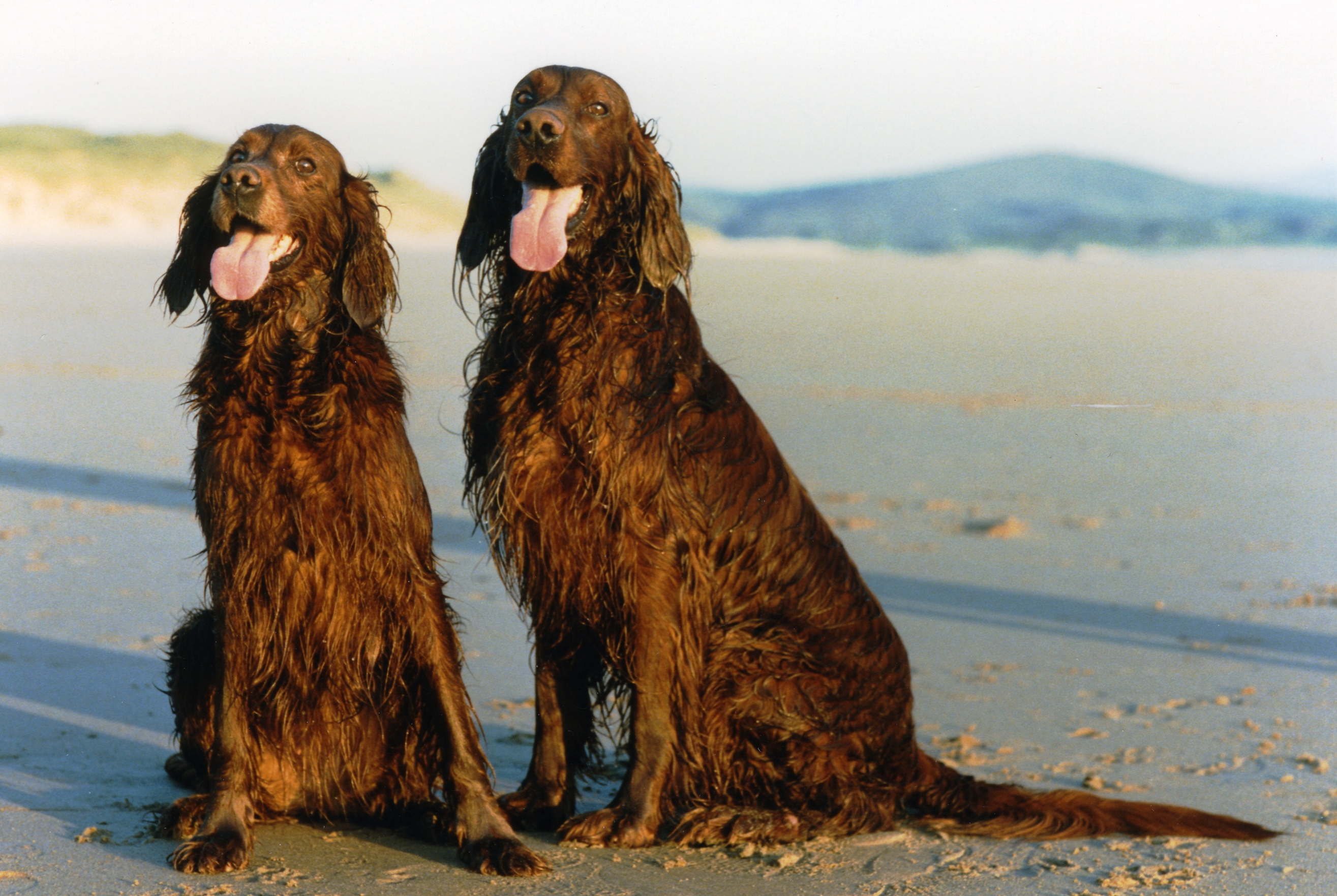
Pareja de setters irlandeses.

El setter irlandés puede desarrollar enteropatía sensible al gluten, una enfermedad similar a la enfermedad celíaca o la sensibilidad al gluten no celíaca de los seres humanos.
La enteropatía sensible al gluten es una enfermedad inflamatoria crónica del intestino delgado, determinada genéticamente y causada por el consumo de gluten. Los primeros signos o síntomas suelen comenzar en los cachorros, aproximadamente entre los 4-7 meses de edad. Los perros afectados desarrollan una permeabilidad intestinal aumentada y una deficiencia en la producción de enzimas, causada por la inflamación intestinal. Los perros criados desde el nacimiento con una dieta sin gluten no presentan alteraciones de la producción enzimática.
Los perros con enteropatía sensible al gluten tienen un mayor número de linfocitos en la mucosa del intestino y un nivel elevado de IgA total en sangre, pero, curiosamente, los niveles de anticuerpos antigliadina (AGA) del tipo IgG son más bajos que en los perros sanos.